# Новосибірський державний педагогічний університет
Новосибірський державний педагогічний університет — вищий навчальний заклад у місті Новосибірськ, заснований 29 листопада 1935 року.

## Історія
29 листопада 1935 року відбулось відкриття Вечірнього міського педагогічного інституту в складі чотирьох факультетів: історичного, математичного, природничого та літературного, на які набрали 109 студентів.
Першим директором був Іван Онисимович Нерода. Заняття проводили у вечірній час в класних кімнатах школи № 22 по вулиці Радянській, 37. Але оскільки не вистачало аудиторій, вечірній інститут був переведений в будівлю школи № 29, пізніше передане педучилищу ім. А. С. Макаренка.
У 1939 році було відкрито заочне відділення інституту, керував яким заступник директора по заочному навчанню Михайла Йосипович Глуздаков. На перший курс зараховано 478 студентів. 1940 році відбулось відкриття денного відділення. Студентами 1 курсу стали 252 абітурієнтів.
1945 року було відкрито факультету іноземних мов. Були прийняті студенти на два відділення: німецької та англійської мов. Першим деканом став Валентин Едуардович Раушенбах.
У 1975 році інститут переїздить в новий навчальний комплекс.
1976 року відбулось відкриття факультету підвищення кваліфікації директорів середніх шкіл Західного Сибіру.
У 1986 році було відкрито факультету дошкільного виховання.
1989 року відкриття факультету фізичної культури та факультету додаткових педагогічних професій. Відкриття факультету фізичного виховання.
1990 року відкрито Куйбишевську філії НДПІ.
У 1993 році Новосибірський державний педагогічний інститут отримав статус університету.
1996 року відкрито факультету психології.
1998 року відкрито Інституту реклами та зв'язків з громадськістю.
На базі філологічного факультету в 1999 році створено Інститут філології, масової інформації, психології.
2003 року відкритий інститут молодіжної політики та соціальної роботи, а факультет додаткових педагогічних професій перетворений в Факультет культури і додаткової освіти.
2004 року природничо-географічний факультет перетворений в Інститут природничих і соціально-економічних наук. Художньо-графічний факультет перетворений у Інститут мистецтв.
2005 року історичний факультет перетворений в Інститут історії, гуманітарної і соціальної освіти. Відкрито Інститут відкритої та дистанційної освіти.
Об'єднано у 2009 році математичного та фізичного факультетів в Інститут фізико-математичної та інформаційно-економічної освіти.
2011 року створено Інституту дитинства на базі факультетів початкових класів та педагогіки і психології дитинства.

## Структура
- Куйбишевська філія
- інститути:
  - Інститут дитинства (ІД)
  - Інститут додаткової освіти (ІДО)
  - Інститут природничих і соціально-економічних наук (ІЕСЕН)
  - Інститут мистецтв (ІІ)
  - Інститут історії, гуманітарного і соціального освіти (ІІГСО)
  - Інститут культури і молодіжної політики (ІКіМП)
  - Інститут відкритої дистанційної освіти (ІВДО)
  - Інститут реклами і зв'язку з громадськістю (ІРСО)
  - Інститут філології, масової інформації, психології (ІФМІП)
  - Інститут фізико-математичного та інформаційно-економічної освіти (ІФМІЕО)
- факультети
  - Факультет іноземних мов (ФІМ)
  - Факультет психології (ФП)
  - Факультет технології та підприємництва (ФТіП)
  - Факультет фізичної культури (ФФК)

## Відомі випускники
- Попов Георгій Леонтійович (1918—1995) — білоруський радянський російськомовний письменник.